# Пауларо
Паула̀ро (на италиански: Paularo; на фриулски: Paulâr, Паулар) е малко градче и община в Северна Италия, провинция Удине, автономен регион Фриули-Венеция Джулия. Разположено е на 648 m надморска височина. Населението на общината е 2737 души (към 2010 г.).